# Aristidis Rapanakis
Aristidis Rapanakis (em grego:  Αριστίδης Ραπανάκης; 11 de fevereiro de 1954 — 22 de outubro de 2022) foi um velejador grego, medalhista olímpico. Ele competiu nos Jogos Olímpicos de Verão de 1980 na classe Soling e conquistou a medalha de bronze, ao lado de Anastasios Bountouris e Anastasios Gavrilis.
Em 1981, Rapanakis garantiu a medalha de prata no Campeonato Mundial de Anzio junto com Bountouris e Gavrilis.